# Chiara Gagnarli
Chiara Gagnarli, née le 20 novembre 1981 à Castiglione del Lago, est une femme politique italienne.

## Biographie
En 2013, elle est élue député de Toscane pour le Mouvement 5 étoiles (M5S). Elle est réélue en 2018.
Le 21 juin 2022, elle quitte le M5S pour rejoindre le groupe Ensemble pour le futur dirigé par Luigi Di Maio.